# Thétis (cuirassé)
Pour les autres navires du même nom, voir Thétis (navire).
La Thétis est une corvette cuirassée de classe Alma construite à l'arsenal de Toulon pour la Marine française. Lancée en 1867 puis armée l'année suivante, elle sert notamment en mer Baltique et dans la mer Méditerranée avant d'être désarmée et condamnée en 1885.

## Conception
En 1865, la construction de la Belliqueuse selon des plans d'Henri Dupuy de Lôme donne des résultats encourageants. Il est alors décidé de lancer la construction de sept corvettes cuirassées basées là-dessus, mais dotées d'une vitesse plus grande et d'une artillerie plus puissante et mieux disposée : la classe Alma. Les dimensions sont quasiment identiques, tout comme le déplacement. Dotés d'une carène en bois, les cuirassés ont une ceinture blindée de 15 cm, et les œuvres mortes à l'avant et à l'arrière du réduit sont en tôle de 15 mm. Ces navires, conçus eux aussi par Dupuy de Lôme disposent d'une propulsion hybride : grées en trois-mâts barque avec une surface de voile de 1 450 m2, ils sont propulsés par une hélice Mangin mue par une machine alternative à trois cylindres, elle-même alimentée par des chaudières Creusot.
Côté armement, la corvette dispose de six canons de 19 cm : 4 sont disposés dans un réduit central, et deux autres sur les gaillards dans des tourelles barbettes. Celles-ci ont un blindage de 10 cm et peuvent tirer en chasse et en retraite.

## Histoire
La construction de la Thétis commence le 20 juillet 1865 à l'arsenal de Toulon. La corvette cuirassée est lancée le 22 août 1867 et armée le 1er mai 1868, sous les ordres du capitaine de vaisseau Allemand. Placée en réserve en 1869, elle intègre l'escadre du Nord en juin 1870 sous les ordres du commandant Serres et part pour la mer Baltique, où elle est le seul navire français à tirer un coup de canon. En 1871, la Thétis retourne en mer Méditerranée en escadre d'évolutions, basée à Toulon. En mai 1872 elle fait partie de la 2e division dans l'escadre du Levant, commandée par de Jonquières.
En avril 1873, la corvette part en mission en Espagne, sous les ordres du commandant Conrad. Commandée en janvier 1875 par Zédé, puis par Lacombe en janvier 1876, la Thétis désarme  de mars 1876 à avril 1877. Elle part alors en escadre d'évolutions sous les ordres du commandant Carof, puis Olry en juillet de la même année. De 1878 à 1881, la corvette est commandée par le capitaine de vaisseau Mathieu et intègre la division navale du Pacifique qu'elle ne rejoint jamais. En octobre 1885, elle passe sous les ordres du commandant Fournier, avant de perdre son hélice près de Madère. Elle rentre alors à Cherbourg avant d'être désarmée à Nouméa et transformée en ponton.

## Personnalités ayant servi ou monté à son bord
- François Edmond Fontaine (1847-1884), à bord en 1875